# Anthony Mertens
Anthony Mertens (Eindhoven, 21 november 1946 - Amsterdam, 4 april 2009) was een Nederlandse universitair docent en literatuurcriticus. Hij schreef lang kritieken voor De Groene Amsterdammer. In 2004 kreeg Mertens een herseninfarct. Hierover schreef hij Zwaluwziek, leven na een herseninfarct.
Hij doceerde  Nederlandse letterkunde aan de Universiteit van Amsterdam. Van 1993 tot 2004 werkte hij bij Uitgeverij Querido, waar hij de vaste redacteur was van A.F.Th. van der Heijden en Hella S. Haasse. 
Zijn proefschrift Sluiproutes en dwaalwegen is een studie van het werk van de Nederlandse schrijver Jacq Vogelaar.

## Werken
- Postmodern Elements in Postwar Dutch Fiction (1988)
- Intertekstualiteit in theorie en praktijk (1990)
- Sluiproutes en dwaalwegen (1991) (dissertatie)
- Aanslag op de letteren (1993)
- Groepsportret. Wie is wie in De tandeloze tijd van A.F.Th. (1996)
- Retour Grenoble. Anthony Mertens in gesprek met Hella S. Haasse (2003)
- Lezen, man! (2006)
- Zwaluwziek (2008)